# Ferdinand Bohlmann

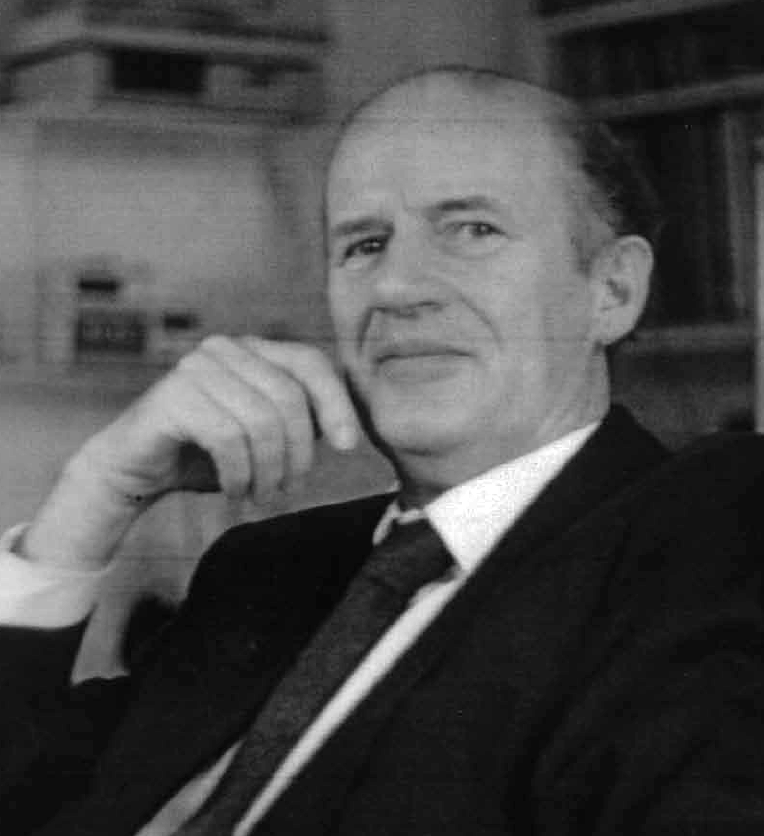
Ferdinand Bohlmann

Ferdinand Bohlmann (* 28. August 1921 in Oldenburg; † 23. September 1991 in Berlin) war ein deutscher Naturstoff-Chemiker.

## Leben
Bohlmann studierte von 1939 bis 1944 Chemie in Göttingen. Das Studium wurde von Kriegsdienst und Verletzung unterbrochen. Im Jahre 1946 wurde er bei Hans Brockmann (1903–1988) mit dem Thema Solvatochromie in der Pyridinreihe promoviert. Er wechselte zu Hans Herloff Inhoffen an die Universität Marburg. Bohlmann folgte Inhoffen an die TH Braunschweig und habilitierte sich dort. Bohlmann wurde 1952 Dozent und 1957 außerplanmäßiger Professor. Im Jahre 1959 wurde er an der TU Berlin Nachfolger Friedrich Weygands (1911–1969) am Institut für Organische Chemie, wo er einen rasch wachsenden Arbeitskreis leitete. Sein bekanntester akademischer Schüler ist Helmut Schwarz.
Bohlmann starb am 23. September 1991.

## Werk
Bohlmanns Hauptarbeitsgebiet waren Naturstoffe, insbesondere Terpene und Polyine. Diese wurden vor allem aus Korbblütlern (Asteraceae, früher Compositae) isoliert und deren Struktur aufgeklärt. Ein weiteres Arbeitsgebiet waren Chinolizidine, die zu den Alkaloiden zählen. Bohlmanns Publikationsliste umfasst 1453 Veröffentlichungen. Aus der Zusammenarbeit mit der Arbeitsgruppe Biodiversitätsinformatik am Botanischen Garten Berlin entstand ein System, mit dem die chemischen Substanzen der Compositae in einer Datenbank, den „Bohlmann-Files“, zugänglich gemacht wurden. Nach ihm und Dieter Rahtz ist die Bohlmann-Rahtz-Synthese benannt.
Der Hirsch-Index von Bohlmann liegt bei 46.

## Ehrungen
Im Jahre 1954 erhielt er den Dozentenpreis des Fonds der Chemischen Industrie. 1958 bekam er den Göttinger Akademiepreis verliehen. Die Otto-Wallach-Plakette der GDCh erhielt er 1974. 
Am Institut für Chemie der TU Berlin findet seit 1989 alljährlich die Bohlmann-Vorlesung statt. Von 2004 bis 2018 wurde diese Veranstaltung von der Schering Stiftung gefördert. Seit dem Jahre 2019 wird die Veranstaltung in Kooperation mit der Fa. Bayer AG durchgeführt.
| Gast                    | Jahr | Titel des Vortrags | Institution                                      | Wirkungsort            |
| ----------------------- | ---- | --- | ------------------------------------------------ | ---------------------- |
| Albert Eschenmoser      | 1989 | Warum nicht Hexose-Nukleinsäuren?                                                                                               | ETH Zürich                                       | Schweiz                |
| Meinhart H. Zenk        | 1990 | Warum müssen Pflanzen virtuose Chemiker sein?                                                                                   | LMU München                                      | Deutschland            |
| Elias James Corey       | 1991 | New Developments in the Field of Steroids                                                                                       | Harvard University                               | Vereinigte Staaten     |
| Duilio Arigoni          | 1992 | Synthese und Nachweis von chiralen t-Butyl-Gruppen                                                                              | ETH Zürich                                       | Schweiz                |
| Kyriacos Costa Nicolaou | 1993 | Chemistry and Biology of the Enediyne Anticancer Antibiotics                                                                    | UCSD                                             | Vereinigte Staaten     |
| Koji Nakanishi          | 1994 | Lessons from Nature | Columbia University                              | Vereinigte Staaten     |
| Jean-Marie Lehn         | 1995 | Supramolekulare Chemie: Konzepte und Rezepte                                                                                    | Collège de France                                | Frankreich             |
| Ekkehard Winterfeldt    | 1996 | Naturstoffsynthese: Experimentelle Herausforderung, intellektuelles Spiel, chemische Fundgrube                                  | Leibniz Universität Hannover                     | Deutschland            |
| Yoshito Kishi           | 1997 | Stereochemistry Assignment by Organic Synthesis                                                                                 | Harvard University                               | Vereinigte Staaten     |
| Jack E. Baldwin         | 1998 | How old is Penicillin | University of Oxford                             | Vereinigtes Königreich |
| Ryoji Noyori            | 1999 | Asymmetric Catalysis: Science and Opportunities                                                                                 | Universität Nagoya                               | Japan                  |
| Dieter Seebach          | 2000 | Ein Ausflug in die Welt der β-Proteine                                                                                          | ETH Zürich                                       | Schweiz                |
| George Whitesides       | 2001 | Polyvalency in Biochemistry | Harvard University                               | Vereinigte Staaten     |
| Samuel J. Danishefsky   | 2002 | On the Awesome Power of Chemical Synthesis                                                                                      | Memorial Sloan-Kettering Cancer Center           | Vereinigte Staaten     |
| Peter B. Dervan         | 2003 | Molecular Recognition of DNA by Small Molecules                                                                                 | California Institute of Technology               | Vereinigte Staaten     |
| Manfred T. Reetz        | 2004 | Gerichtete Evolution enantioselektiver Enzyme                                                                                   | Max-Planck-Institut für Kohlenforschung          | Deutschland            |
| Christopher T. Walsh    | 2005 | Tailoring of Natural Products by Biosynthetic Halogenations                                                                     | Harvard Medical School                           | Vereinigte Staaten     |
| Robert H. Grubbs        | 2006 | Olefin Metathesis: from Fundamental Science to Applications                                                                     | California Institute of Technology               | Vereinigte Staaten     |
| Aaron Ciechanover       | 2007 | The Ubiquitin System – From Bench to Bedside                                                                                    | Technion                                         | Israel                 |
| Richard R. Schrock      | 2008 | Monoalkoxide Monopyrrolide Olefin Metathesis Catalysts of Molybdenum                                                            | Massachusetts Institute of Technology            | Vereinigte Staaten     |
| Gerhard Ertl            | 2009 | Elementarschritte bei der heterogenen Katalyse                                                                                  | Fritz-Haber-Institut der Max-Planck-Gesellschaft | Deutschland            |
| Ada E. Yonath           | 2010 | The amazing ribosome, its tiny enemies and hints of its origin                                                                  | Weizmann Institute of Science                    | Israel                 |
| Ei-ichi Negishi         | 2011 | Magical Power of Transition Metals: Past, Present, and Future                                                                   | Purdue University                                | Vereinigte Staaten     |
| David MacMillan         | 2012 | New Catalysis Concepts | Princeton University                             | Vereinigte Staaten     |
| David Milstein          | 2013 | Discovery of Metal-Catalyzed Reactions for Sustainable Chemistry                                                                | Weizmann Institute of Science                    | Israel                 |
| François Diederich      | 2014 | Neue Acetylen- und Kumulenchemie: von optoelektronischen und chiroptischen molekularen Materialien zu supramolekularen Systemen | ETH Zürich                                       | Schweiz                |
| Phil Baran              | 2015 | Studies in Natural Product Synthesis                                                                                            | The Scripps Research Institute                   | Vereinigte Staaten     |
| Frances Arnold          | 2016 | Innovating with Evolution: Expanding the Enzyme Universe                                                                        | California Institute of Technology               | Vereinigte Staaten     |
| Alois Fürstner          | 2017 | Catalysis for Synthesis – Concepts and Scrutiny                                                                                 | Max-Planck-Institut für Kohlenforschung          | Deutschland            |
| Ben L. Feringa          | 2018 | The Art of Building Small – from Molecular Switches to Motors                                                                   | Stratingh Institute for Chemistry                | Niederlande            |
| Hiroaki Suga            | 2019 | Revolutionizing the discovery processes of de novo bioactive peptides and biologics                                             | University of Tokyo                              | Japan                  |
| Scott E. Denmark        | 2022 | Application of Chemoinformatics and Machine Learning to Enantioselective Catalysis                                              | University of Illinois at Urbana-Champaign       | Vereinigte Staaten     |
| Véronique Gouverneur    | 2023 | Rejuvenating Fluorine Chemistry with Global Challenges in Mind                                                                  | University of Oxford                             | Vereinigtes Königreich |

(Name des Vortragenden farbig unterlegt: Nobelpreisträger)